# 华南理工大学经济与金融学院
华南理工大学经济与金融学院是华南理工大学下属的经济类学院，位于中国广东省广州市广州大学城华南理工大学大学城校区内。

## 历史沿革
经济与金融学院的前身可追溯至20世纪80年代成立的社会科学系工业经济教研室。1992年，工业经济教研室与管理工程系合并成立了工商管理学院，设有国际贸易与工业经济系（后更名为应用经济系）等单位:434。
2004年7月，由于华工入驻大学城后拓展了办学空间，学校在原有工商管理学院和人文社会科学学院的基础上新建了多个学院，其中包括经济与贸易学院（简称经贸学院）。
2008年初，学校对学科和学院设置进行调整，经贸学院与电子商务学院和旅游与酒店管理学院合并为新的经济与贸易学院。
2013年12月，学校决定在经济与贸易学院框架内成立“非独立建制”的旅游与酒店管理学院，负责指导和协调旅游与酒店管理、会展经济与管理两专业的建设，由经济与贸易学院相关领导兼任该学院领导。
2020年7月，学校再次对经济与贸易学院进行调整，原经贸学院调整为经济与金融学院、电子商务系和旅游管理系三个单位。

## 组织机构

### 教学机构
- 经济系
- 金融系
- 国际经济与贸易系
- 数量经济学系
- 文科综合实验教学中心

### 研究机构
- 广东省人文社会科学重点研究基地金融工程研究中心
- 广东省供应链金融工程技术研究中心
- 广州国家创新型城市发展研究中心

### 行政人员
截至2020年9月，经济学院的现任领导为：
- 名誉院长：宋海[7]
- 院长：孙坚强
- 党委书记：黄国清
- 副院长：徐枫、陈镇喜
- 行政副院长：魏冰影
- 党委副书记、纪委书记：勾海林

## 学术科研

### 学科设置
截至2020年8月，经济学院共有如下的博士后流动站、研究生学位授权点和本科专业：
- 博士後流动站：应用经济学
- 博士学位授权点：应用经济学
- 硕士学位授权点：应用经济学
- 专业硕士学位授权点：金融、国际商务、工程管理
- 本科专业：经济学、金融学、国际经济与贸易

此外，学院还与汇丰集团和中国建设银行合作开办金融精英班，以培养复合型金融人才。

### 学术交流
学院现承办以下学术交流论坛：
- 广州小谷围金融论坛[11]
- 广州大学城高校研究生财经学术论坛[12]

### 知名学者
- 宋海：名誉院长，曾任广东省副省长,现任全国政协常委、中国民主建国会中央专职副主席等职务
- 田秋生：曾任学院副院长，广东省政协委员，国家统计局中国经济景气检测中心“中国百名经济学家信心调查”特邀经济学家，中国国际金融学会常务理事，广东省综合改革发展研究院高级研究员
- 巴曙松：学院兼职教授，现任国务院发展研究中心金融研究所副所长，中国银行业协会首席经济学家等职务
- 谷斌：教授，博士生导师，中国软科学研究会理事，广东省省情调查研究中心客座研究员